# Черноморское (Одесская область)
 Черномо́рское (укр. Чорноморське, до 1945 — Чабанка, до 1988 — Гвардейское) — посёлок в Одесском районе Одесской области Украины.

## История
История здешних поселений начиналась ещё во времена Екатерины Второй. Своё название Чабанка (отсюда и название) первое здешнее поселение получило потому, что в 1802 году в этих краях обосновались пастухи, охранявшие скот, которым кормились строители Одесского порта.
В 1925 году здесь был убит знаменитый советский военачальник Г. И. Котовский.
В ходе Великой Отечественной войны в 1941—1944 годы село находилось под немецко-румынской оккупацией.
После войны посёлок (в 1945 году получивший название Гвардейское) стал местом дислокации учебного центра (полигона) 28-й гвардейской мотострелковой Харьковской дважды Краснознамённой дивизии, которая до 1967 года в полном составе дислоцировалась в г. Одессе. Примерно с 1967 года началось поэтапная передислокация частей 28 гв. мсд в Чабанку, одновременно началось и строительство казарм для размещения личного состава, а также жилых домов (т. н. ДОСов — «домов офицерского состава») для офицеров, сверхсрочнослужащих и их семей. Передислокация частей дивизии была завершена в 1990 году перемещением из г. Одессы 86 гвардейского мотострелкового полка. В 1991 году было закончено строительство последнего многоэтажного дома (ДОС № 49) на территории основного военного городка. Неподалёку располагалось зона отдыха Военного Совета Одесского военного округа (в просторечии — «Генеральские дачи»).
Решением Президиума Верховного Совета УССР № 6266-ХІ от 26.07.1988 года построенному посёлку было присвоено наименование посёлок Черноморское.
В январе 1989 года численность населения составляла 4067 человек.
Посёлок Черноморское долгое время был закрытой территорией. На побережье располагались генеральские дачи, а расположенный рядом военный совхоз (Гвардейский) снабжал военных продуктами.
На 1 января 2013 года численность населения составляла 6835 человек, но на время курортного сезона население посёлка значительно увеличивается.
После начала боевых действий на востоке Украины весной 2014 года посёлок стал местом дислокации 28-й механизированной бригады.

## Достопримечательности
Сквер им. Марины Хрущ 

## Фотографии
- Вид Черноморского с западной стороны
- Дома в Черноморском
- Дома в Черноморском
- Коттеджный посёлок
- Въезд на полигон Черноморский
- Дома в Черноморском-2
- Макеты домов на полигоне в районе Черноморского-2